# Phyllomimus
Phyllomimus is een geslacht van rechtvleugeligen uit de familie sabelsprinkhanen (Tettigoniidae). De wetenschappelijke naam van dit geslacht is voor het eerst geldig gepubliceerd in 1873 door Stål.

## Soorten
Het geslacht Phyllomimus omvat de volgende soorten:
- Phyllomimus assimilis Walker, 1869
- Phyllomimus temnophylloides Karny, 1924
- Phyllomimus unicolor Brunner von Wattenwyl, 1895
- Phyllomimus acutipennis Brunner von Wattenwyl, 1895
- Phyllomimus ampullaceus Haan, 1842
- Phyllomimus apterus Brunner von Wattenwyl, 1895
- Phyllomimus bakeri Karny, 1921
- Phyllomimus borneensis Beier, 1954
- Phyllomimus coalitus Xia & Liu, 1991
- Phyllomimus curvicauda Bey-Bienko, 1955
- Phyllomimus detersus Walker, 1869
- Phyllomimus elliptifolius Pictet & Saussure, 1892
- Phyllomimus inquinatus Brunner von Wattenwyl, 1895
- Phyllomimus inversus Brunner von Wattenwyl, 1895
- Phyllomimus klapperichi Beier, 1954
- Phyllomimus musicus Carl, 1914
- Phyllomimus mutilatus Brunner von Wattenwyl, 1895
- Phyllomimus nodulosus Bolívar, 1900
- Phyllomimus pallidus Brunner von Wattenwyl, 1895
- Phyllomimus purpuratus Karny, 1924
- Phyllomimus reticulosus Stål, 1877
- Phyllomimus sinicus Beier, 1954
- Phyllomimus sublituratus Walker, 1869
- Phyllomimus tonkinae Hebard, 1922
- Phyllomimus truncatus Brunner von Wattenwyl, 1893
- Phyllomimus verruciferus Beier, 1954
- Phyllomimus zebra Karny, 1920